# Gbonné
Gbonné è una città, sottoprefettura e comune della Costa d'Avorio, situata nel dipartimento di Biankouma. Conta una popolazione di 35 957 abitanti (censimento 2014).